# Tawau
Tawau est une ville de l'Est de l'État de Sabah en Malaisie. Située près de la frontière avec l'Indonésie, sur la mer de Célèbes, c'est la troisième plus grande ville de Sabah après Kota Kinabalu et Sandakan.
La ville compte 370 800 habitants (2006).

## Démographie

### Groupes ethniques et religions

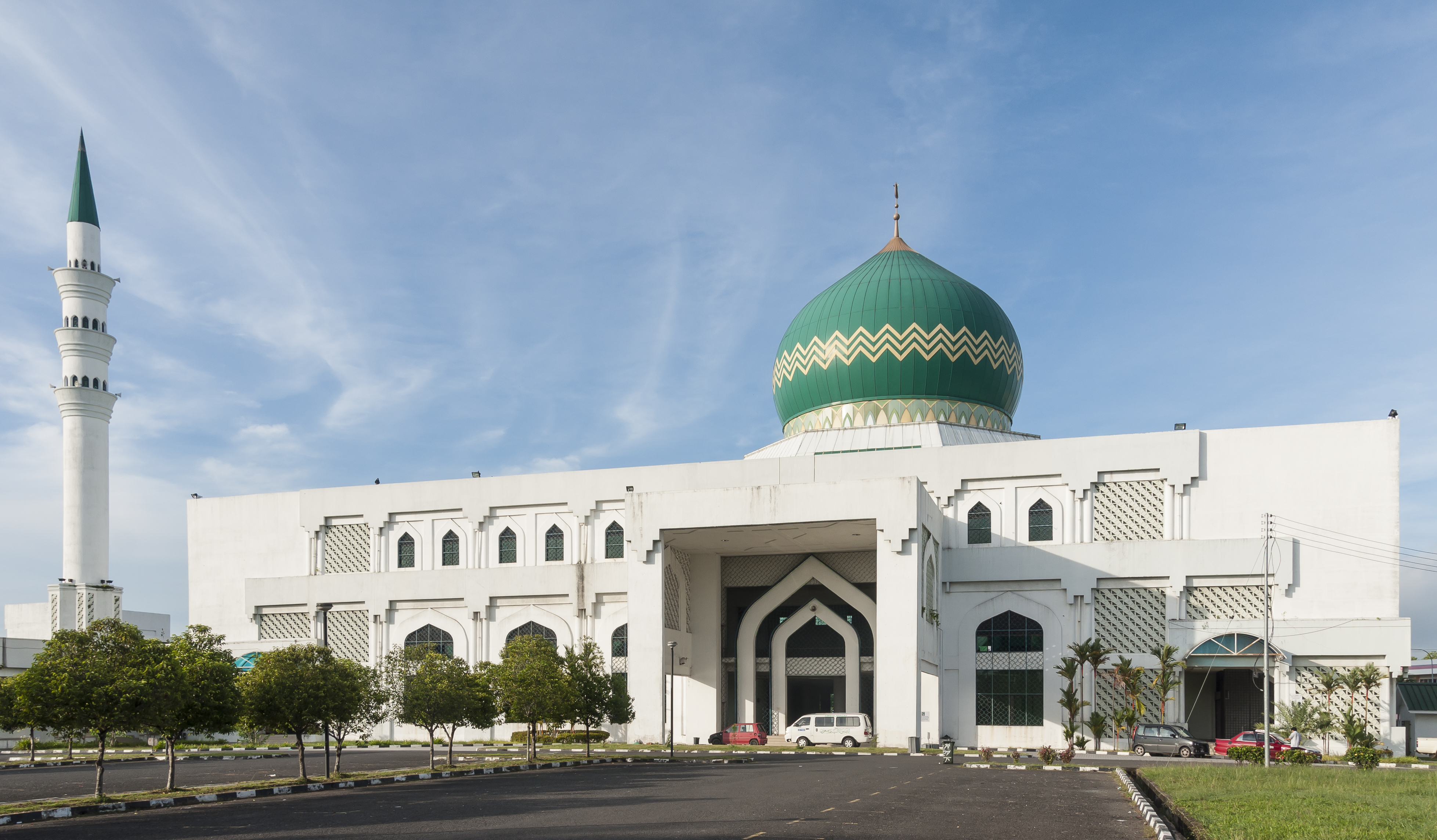
Mosquée Al-Kauthar, plus grande mosquée de Sabah.

Le recensement malaisien de 2010 indique une population de 397 673. Sa population est extrêmement diverse: on compte 164 729 "non-malaisiens" (immigrés), suivis par les Bumiputera (134 456), Chinois (40 061), Bajau (30 558), Malais (11 683), Kadazans (6 436), Tagal Murut (2 764), Indiens (833) et autres (6 153).
Les « non-malaisiens » sont majoritairement originaires d'Indonésie. Les Chinois, comme ailleurs dans l'état de Sabah, sont majoritairement Hakkas arrivés sous l'ère britannique,. Les Bajau et les Malais sont principalement musulmans, tandis que les Kadazandusuns et les Muruts pratiquent surtout le christianisme.

## Photos

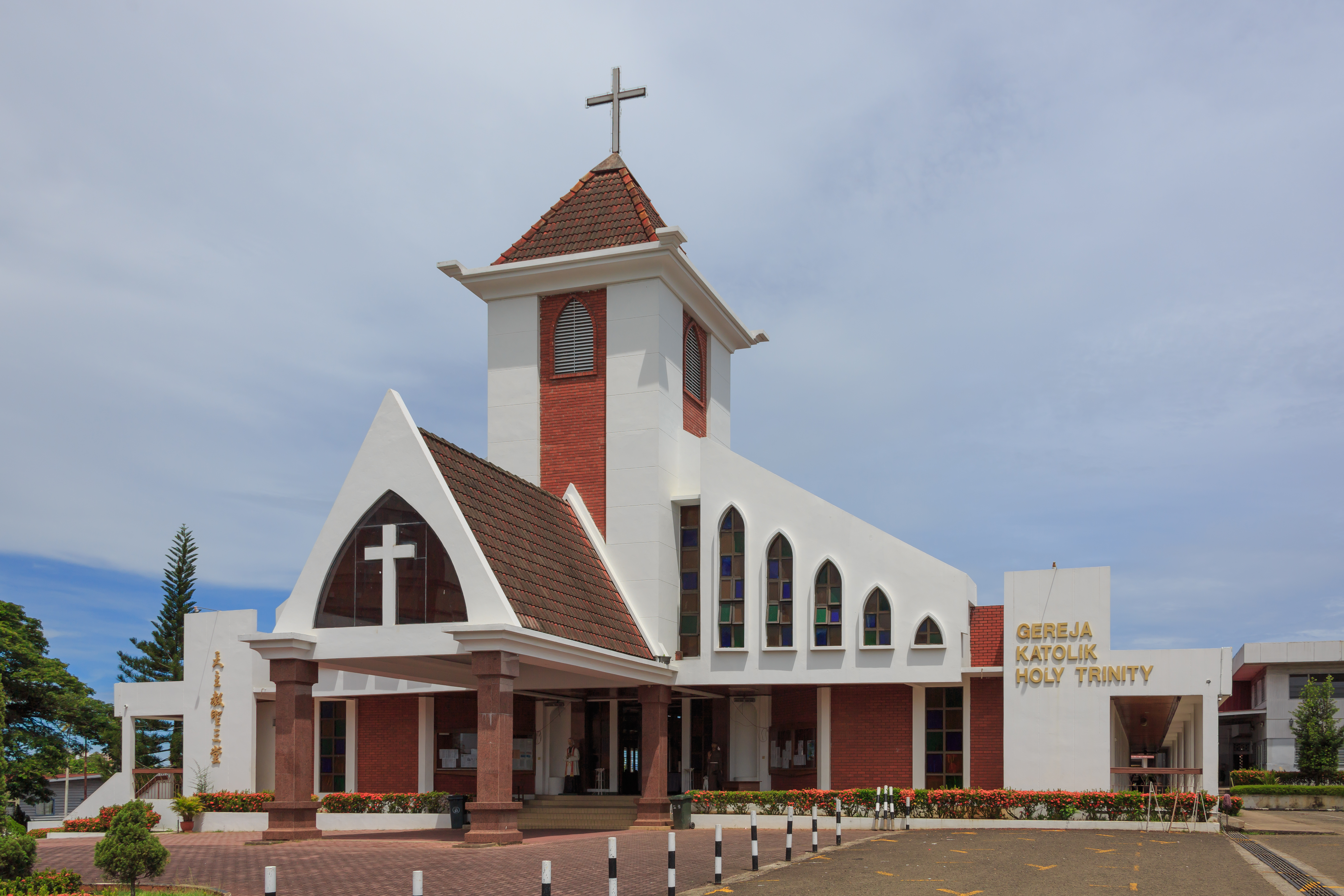
Église catholique de la Sainte-Trinité.
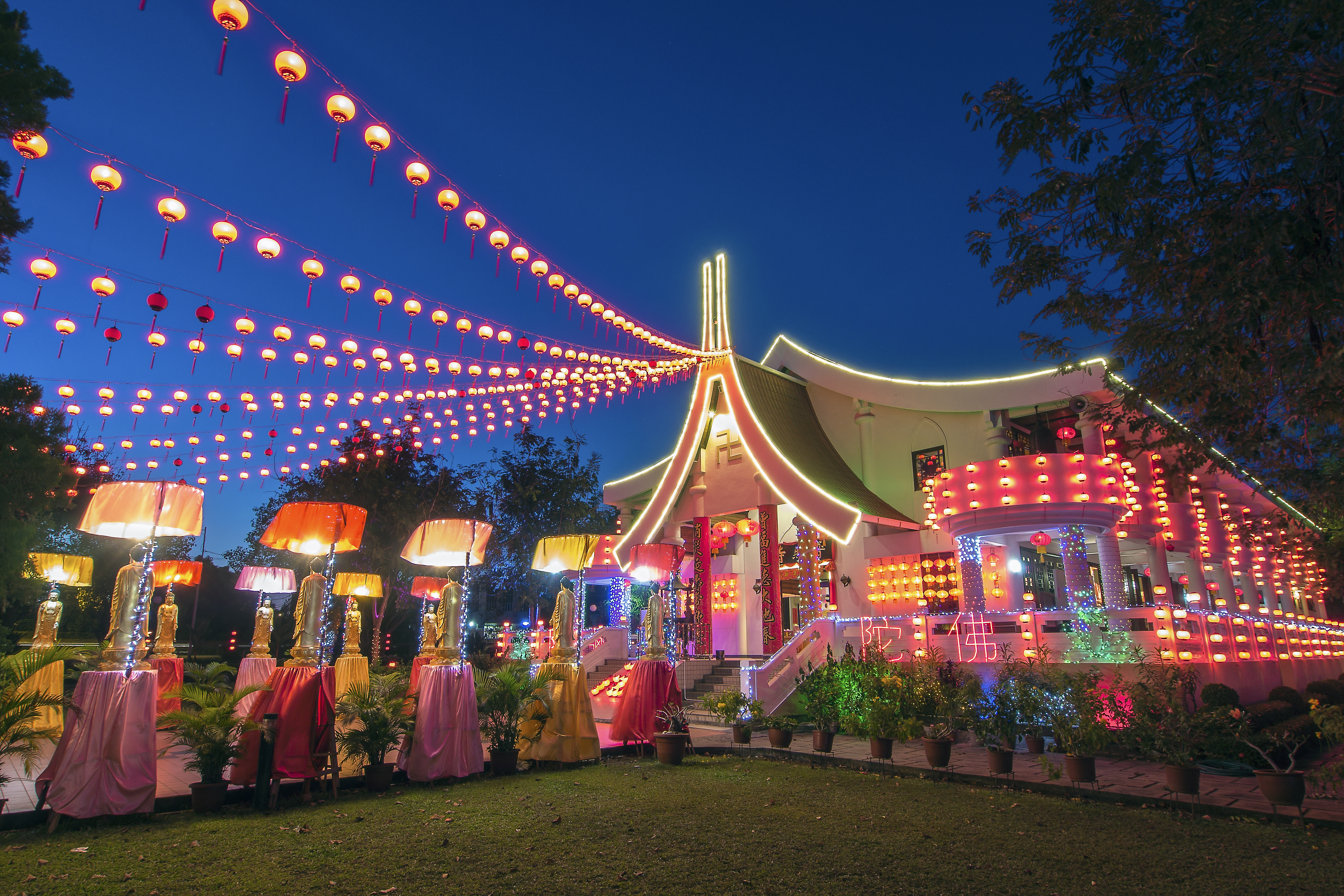
Temple bouddhiste Pu Zhao.
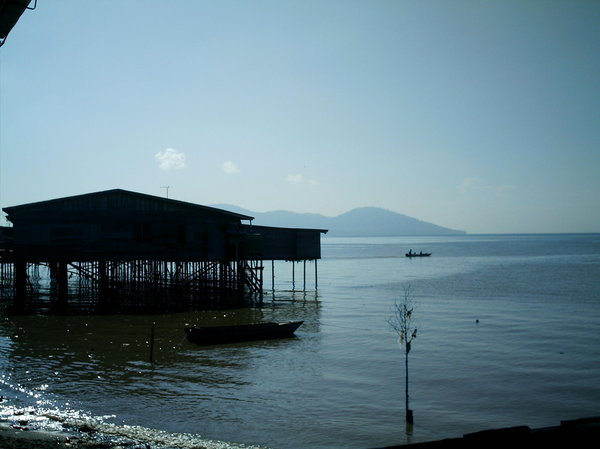
La mer vue depuis Kampung Titingan, un village de Tawau.